# Wolfgang Wienand
Wolfgang Wienand (* 22. Februar 1972 in Köln) ist ein deutscher Manager und ehemaliger Sportfechter. Er nahm an zwei Olympischen Spielen teil, gewann mehrere Medaillen bei Welt- und Europameisterschaften und wurde mehrmals Deutscher Meister. Seit 2024 ist er Chief Executive Officer der Lonza AG aus der Schweiz.

## Leben und Beruf
Wienand studierte als Stipendiat der Studienstiftung des deutschen Volkes an der Rheinischen Friedrich-Wilhelms-Universität in Bonn Chemie und promovierte 2002 in Organischer und Bioorganischer Chemie an der Universität zu Köln. Zusätzlich besitzt er ein Executive Master´s Degree in International Finance der HEC École des hautes études commerciales de Paris (2017). Nach dem Start seiner beruflichen Karriere beim deutschen Spezialchemiekonzern Evonik Industries AG (vormals Degussa AG) ist er seit 2010 Mitglied des Vorstands der Siegfried AG (SIX: SFZN), eines weltweit tätigen chemisch-pharmazeutischen Unternehmens aus der Schweiz. Seit 2019 führte Wolfgang Wienand die Siegfried-Unternehmensgruppe als Chief Executive Officer. Seit Juli 2024 ist Wienand CEO des Weltmarktführers im Geschäftsfeld Pharmazulieferung, der Schweizer Lonza AG.

## Sportliche Karriere
Wienand war als Florettfechter langjähriges Mitglied der Nationalmannschaft des Deutschen Fechter-Bundes und der deutschen Olympiamannschaften von Atlanta 1996 und Sydney 2000. Herausragende Leistungen seiner auch von Verletzungen geprägten Karriere waren u. a. der Gewinn der Jugend-Weltmeisterschaft 1989 in Lissabon, der 4. Platz bei den Olympischen Spielen 1996 in Atlanta, der Gewinn der Bronzemedaille bei den Weltmeisterschaften 1999 in Seoul und der Silbermedaille bei den Europameisterschaften 1998 in Plovdiv, wo er auch Europameister mit der Mannschaft wurde, sowie der Gesamtweltcupsieg 1997. Wienand war Weltranglistenerster, errang insgesamt sieben Weltcupsiege und wurde mehrmals Deutscher Meister.
Sein Trainer war seit 1991 der spätere Bundestrainer für Florett Frank-Eberhard Höltje, der zuvor die DDR-Auswahl der Florett-Junioren betreut hat und selbst als Säbelfechter für die DDR an den Olympischen Spielen 1980 in Moskau teilgenommen hat. Zuvor wurde Wienand von Manfred Kaspar, dem früheren Bundestrainer für Degen und Sportdirektor des Deutschen Fechter-Bundes, trainiert. Sein Heimatverein ist der Olympische Fechtclub Bonn.
Wolfgang Wienand war eine Leitfigur innerhalb der deutschen Nationalmannschaft. Er beendete nach den Olympischen Spielen 2000 seine erfolgreiche sportliche Laufbahn, um sich dem Abschluss seiner Promotion und seiner beruflichen Karriere zu widmen.

## Auszeichnungen
- Deutschlands Fechter des Jahres 1996
- Deutschlands Nachwuchsfechter des Jahres 1989